# ذي مجريف

تعديل مصدري - تعديل

ذي مجريف هي إحدى قرى عزلة القارة بمديرية رصد التابعة لمحافظة أبين، بلغ تعداد سكانها 192 نسمة حسب تعداد اليمن لعام 2004.